# Saint-Michel-Chef-Chef
Saint-Michel-Chef-Chef è un comune francese di 4 489 abitanti situato nel dipartimento della Loira Atlantica nella regione dei Paesi della Loira.

## Società

### Evoluzione demografica
Abitanti censiti